# Жара Music Awards
«ЖАРА Music Awards» — российская музыкальная премия, вручаемая телеканалом «ЖАРА TV» с 2018 года. Победителей музыкальной премии выбирают открытым голосованием.
С 2018 по 2023 год церемония проходила ежегодно в концертном зале «Крокус Сити Холл». В 2024 году, из-за трагических событий на месте её проведения, премию перенесли на другую площадку. Награждение сопровождается концертным шоу с участием номинированных артистов и приглашенных звёзд.

## Ведущие
| Ведущие            |      |      |      |      |      |      |      |
| 2018               | 2019 | 2020 | 2021 | 2022 | 2023 | 2024 | 2025 |
| Николай Басков     |      |      |      |      |      |      |      |
| Яна Кошкина        |      |      |      |      |      |      |      |
| Максим Галкин      |      |      |      |      |      |      |      |
| Регина Тодоренко   |      |      |      |      |      |      |      |
| Константин Тарасюк |      |      |      |      |      |      |      |
| Юлия Барановская   |      |      |      |      |      |      |      |
| Филипп Киркоров    |      |      |      |      |      |      |      |
| Ксения Собчак      |      |      |      |      |      |      |      |
| Дима Масленников   |      |      |      |      |      |      |      |
| Стас Ярушин        |      |      |      |      |      |      |      |
| Глюк’oZa           |      |      |      |      |      |      |      |
| Тимур Родригез     |      |      |      |      |      |      |      |
| Нюша               |      |      |      |      |      |      |      |
| Саша Стоун         |      |      |      |      |      |      |      |
| Алсу               |      |      |      |      |      |      |      |
| Алексей Воробьёв   |      |      |      |      |      |      |      |

## Лауреаты

### 2018
4 марта 2018 года в концертном зале «Крокус Сити Холл» прошла первая церемония вручения музыкальной премии «Жара Music Awards». Ведущими премии стали Николай Басков и Яна Кошкина. Отличительной особенностью первой премии была уникальная концепция голосования. Она заключалась в том, что победителей выбирают сами артисты в режиме реального времени. У каждого был пульт, с помощью которого он мог отдать свой голос за того или иного артиста.
- «Лучший певец» — Дима Билан
- «Лучшая певица» — Ани Лорак
- «Лучшая группа» — «Ленинград»
- «Прорыв года» — FEDUK
- «Лучшая песня» — «Случайная» (LOBODA)
- «Клип года» — «Свобода или сладкий плен» (Валерий Меладзе)
- «Дуэт года» — «Если ты рядом» (EMIN и «А’Студио»)
- «Альбом года» — «Прости, моя любовь» (EMIN)
- «Хип-хоп исполнитель» — Баста / МОТ
- «Артист года» — Григорий Лепс
- «Танцевальное видео» — «Vitamin D» (MONATIK)
- «Саундтрек года» — «Время первых» (L’One)
- «Стиль года по версии “Glamour„» — Надя Дорофеева

### 2019
- «Лучший певец» — Сергей Лазарев
- «Лучшая певица» — LOBODA
- «Лучшая группа» — Artik & Asti
- «Коллаборация года» — «Часики» (Валерия и Егор Крид)
- «Лучшая песня» — «Молния» (Дима Билан)
- «Лучший клип» — «Цвет настроения синий» (Филипп Киркоров)
- «Лучший альбом» — «Переобулась» (Мари Краймбрери)
- «Лучшее шоу» — «DIVA» (Ани Лорак)
- «Артист года» — Филипп Киркоров
- «Digital-проект года» — HammAli & Navai
- «Ты просто COSMO» — Ольга Бузова
- «Хит года» — «Мокрые кроссы» (Тима Белорусских)
- «Прорыв года» — Rauf & Faik
- «Хип-хоп легенда» — Децл

### 2020
- «Певец года» — Егор Крид
- «Певица года» — Zivert
- «Группа года» — HammAli & Navai
- «Коллаборация года» — «Грустный дэнс» (Artik & Asti и Артём Качер)
- «Песня года» — «Про белые розы» (Дима Билан)
- «Альбом года» — «Я не боюсь» (Сергей Лазарев)
- «Женское видео года» — «Пуля-дура» (LOBODA)
- «Мужское видео года» — «Перекрёстки» (Мот)
- «Прорыв года» — JONY
- «Связь поколений» — «Life» (Zivert и Филипп Киркоров)
- «Digital-артист года» — Елена Темникова
- «Шоу года» — «Планета Билан. На орбите» (Дима Билан)
- «Хитмейкер года» — «#2Маши»
- «Видео года» — «Love It Ритм» (Monatik)
- «Саундтрек года» — «Голубые глаза» (Егор Крид)
- «Блогер года» — Карина Кросс
- «За вклад в искусство» — Сергей Жуков
- «Лучшая песня на иностранном языке» — «Elefante» (NK)
- «Self-made артист» — Мари Краймбрери

### 2021
- «Певец года» — JONY
- «Певица года» — LOBODA
- «Группа года» — HammAli & Navai
- «Коллаборация года» — «Mr. & Mrs. Smith» (Егор Крид и Нюша)
- «Песня года» — «ЯТЛ» (Zivert)
- «Альбом года» — 7 (Part 2) (Artik & Asti)
- «Прорыв года» — Моргенштерн
- «Digital-проект» — «Big Music Quest» (Velvet Music)
- «Трендсеттер года» — Даня Милохин
- «Связь поколений» — «Дико тусим» (Даня Милохин и Николай Басков)
- «Вне времени» — «Позови меня с собой» (Анатолий Цой)
- «Саундтрек года» — «Слёзы» (Анет Сай)
- «Видео года» — «Девочка танцуй» (Artik & Asti)
- «Мужское видео» — «Романы» (Филипп Киркоров)
- «Женское видео» — «Много кофеина» («#2Маши»)
- «Интернет-хит» — «Если тебе будет грустно» (Rauf & Faik и NILETTO)
- «Выбор Cosmopolitan» — Полина Гагарина
- «Артист года» — Zivert
- «За вклад в искусство» — Максим Фадеев
- «Онлайн-концерт» — «MTX Live XR» (Дора, «Cream Soda», Feduk, «Пошлая Молли», «ЛСП»)

### 2022
- «Певец года» — Дима Билан
- «Певица года» — Мари Краймбрери
- «Группа года» — Artik & Asti
- «Коллаборация года» — «Лилии» (Мот и JONY)
- «Песня года» — «Птичка» (HammAli & Navai)
- «Альбом года» — Vinyl #2 (Zivert)
- «Прорыв года» — Ваня Дмитриенко
- «Digital-проект» — «13 друзей Билана» (Дима Билан)
- «Трендсеттер года» — Ольга Бузова
- «Вне времени» — «Это была любовь» (Дима Билан и Zivert)
- «Саундтрек года» — «Раненый» (Филипп Киркоров)
- «Видео года» — «Голос» (Егор Крид)
- «Мужское видео» — «Ты была права» (Баста)
- «Женское видео» — «Самолёт» (Мари Краймбрери)
- «Интернет-хит» — «Ягода малинка» (Хабиб)
- «Фан-клуб года» — Gayazovs Brothers
- «Выбор „VK Музыки“» — Султан Лагучев
- «Артист года» — Лолита
- «За вклад в искусство» — Филипп Киркоров
- «Выбор VOICE» — Люся Чеботина
- «Звезда „Авторадио“» — Полина Гагарина
- «Концертный тур» — Сергей Лазарев
- «Best Streaming» — Atlantic Records Russia
- «Связь поколений» — «Нокаут» (Клава Кока и «Руки Вверх!»)

### 2023
- «Певец года» — JONY
- «Певица года» — ANNA ASTI
- «Группа года» – Gayazovs Brothers
- «Коллаборация года» — DJ Smash и Artik & Asti
- «Песня года» — ANNA ASTI и Филипп Киркоров
- «Альбом года» — ANNA ASTI
- «Саундтрек года» — Полина Гагарина
- «Интернет-хит» — Mia Boyka
- «Видео года» — Мари Краймбрери
- «Артист поколения» — Дима Билан
- «Best streaming» — Егор Крид
- «Женское видео» — ANNA ASTI
- «Мужское видео» — Мот
- «Выбор „VK Музыки“» — JONY
- «Вне времени» — Антон Токарев
- «Фан-клуб года» — Хабиб
- «Digital-артист» — Клава Кока
- «За вклад в искусство» — «Земляне»
- «Концертный тур» — Филипп Киркоров
- «Шоу года» — Ольга Бузова
- «Хитмейкер года» — Люся Чеботина
- «Лирик-артист года» — Мот
- «Артист года» — ANNA ASTI

### 2024
Изначально музыкальная премия должна была состоятся 4 апреля 2024 года в концертном зале «Крокус Сити Холл», но из-за трагических событий на месте её проведения, она была перенесена на 13 мая 2024 года в «ЦСКА Арену».
- «Прорыв года» - MONA
- «Альбом года» - Сергей Лазарев «Я видел свет»
- «Легенда поп-культуры» - Ани Лорак
- «Артист 10-летия» - Егор Крид
- «Песня года» — Instasamka «За деньги да»
- «Best стриминг» — Gayazovs Brothers
- «Группа года» — Artik & Asti
- «Хитмейкер года» — JONY
- «Двадцать лет в эфире» — Ольга Бузова
- «Радио Хит года» — Bahh Tee и Turken «Путь к тебе»
- «Связь поколений» — Akmal' и Юлианна Караулова «Девочка, не прощай»
- «Видео года» — Дима Билан «Острой бритвой»
- «Вклад в искусство» — Николай Басков
- «Фан-клуб года» — Клава Кока
- «Коллаборация года» — Niletto, Олег Майями и Леша Свик «Не вспоминай»
- «Певец года» — Мот
- «Певица года» — Люся Чеботина
- «Артист года» — Анна Асти
- «Звезда Авторадио» — Леонид Агутин
- «Артист поколений» — Валерия
- «Digital артист» - Хабиб
- «Вне времени» - Амирчик «Розовый вечер»
- «Шоу года» - Полина Гагарина «Навсегда»
- «Выбор VOICE» - Мари Краймбрери

### 2025
Вручение восьмой премии состоялась 10 апреля 2025 года в Live Арене.
- «Артист года» — Дима Билан
- «Певец года» — Егор Крид
- «Певица года» — Анна Асти
- «Альбом года» — Егор Крид
- «Песня года»  Джиган, Artik & Asti, Niletto — Худи
- «Прорыв года» — Татьяна Куртукова
- «Коллаборация года» — Дима Билан & Мари Краймбрери — It's My Life
- «Группа года» — Руки Вверх
- «Рок-группа года» — GORODA
- «Видео года» — Ани Лорак — Танцы
- «Радио артист года» — Jony
- «Digital-артист года» — Ольга Бузова
- «Лирик-артист года» — Мот
- «Шоу года» — Люся Чеботина — Первая леди
- «Вне времени» — Клава Кока — Ты грустишь
- «Легенда поп-культуры» — Дискотека Авария
- «Легенда шоу-бизнеса» — Николай Басков
- «Артист поколений» — Филипп Киркоров
- «Связь поколений» — Миша Марвин & Валерия — Ты свободна
- «За вклад в музыкальную индустрию» — Михаил Гуцериев
- «За открытие новых талантов» — Максим Фадеев
- «Выбор VOICE» - MONA

## Лидеры по числу побед
Больше всего наград за всё время вручения получили:
- Дима Билан — 10
- Егор Крид — 10
- Филипп Киркоров — 9
- Artik & Asti — 8
- Мот — 7
- JONY — 7
- Мари Краймбрери — 7
- ANNA ASTI — 7
- Zivert — 6
- Ольга Бузова — 5
- Сергей Лазарев — 4
- Полина Гагарина — 4
- Люся Чеботина — 4

Больше всего премий за один год:
- ANNA ASTI — 5 (2023)
- Дима Билан — 3 (2022)